# Fortolkning af Første Mosebog
Mange teologer og lægfolk har bidraget til en fortolkning af Første Mosebog og har dermed bidraget til det meget sammensatte og brogede billede der viser sig når man sammenligner fortolkninger, mellem forskellige fortolkningsskoler, og over tid. Fortolkningerne strækker sig fra bogstavelig læsning af Første Mosebogs beretninger om fx verdens skabelse eller syndfloden, som får indflydelse på opfattelsen af menneskets oprindelse, jordens alder og sprogs mangfoldighed. I modsætning hertil findes den symbolske, allegoriske eller narrative fortolkning, hvor beretningerne bruges som forklaring på almenmenneskelige problemstillinger, overleveret livsvisdom, eller "gode historier". Andre benægter historiciteten af alle beretningerne i Første Mosebog, og anser teksten for at være rent opspind eller mundtlig mytedannelse fortalt fra generation til generation i stil med Homers Iliaden.
Problematikken og debatten om tekstens budskab har eksisteret i over 2000 år. Det er et problematisk emne fordi teksten er en del af det religiøse fundament for to verdensreligioner, kristendommen og jødedommen og delvist eller indirekte også for islam. De tillægger teksten en anden betydning end almindelige bøger idet de mener at teksten er inspireret af Gud og en åbenbaring fra Gud. Det åbner en diskussion om tekstens ufejlbarlighed eller modsatte.